# 마궁 (전한)
마궁(馬宮, ? ~ ?)은 전한 말기 ~ 신나라의 관료로, 자는 유경(游卿)이며 동해군 척현(戚縣)(지금의 산둥성 웨이산 현) 사람이다. 본래 마시(馬矢)씨였는데, 학문을 익히면서 마씨로 고쳤다.

## 생애
《엄씨춘추》(嚴氏春秋)를 익혀 낭(郞)이 되었고, 또 초나라의 장사가 되었으나 면직되었다.
이후 승상사(丞相史)의 사직이 되었는데, 사단이 그의 고결함을 높이 사 조정에 천거하여 정위평(廷尉平)·청주자사·여남태수·구강태수 등을 역임하였고, 어디에서든 두각을 나타냈다. 이후 조정에서 첨사가 되었고, 광록훈·우장군·대사도를 지냈다.
원시 5년(5년), 태사 공광이 죽었다. 마궁은 대사도와 태사를 겸직하였다.
신나라 건국 후인 시건국 3년(11년), 마궁은 사의(師疑)에 임명되어 종백봉·원성(袁聖)·왕가(王嘉)와 함께 태자의 스승이 되었고, 재임 중 죽었다.